# ГЕС Кушман 2
ГЕС Кушман 2 — гідроелектростанція у штаті Вашингтон (Сполучені Штати Америки). Знаходячись після ГЕС Кушман 1 (43,2 МВт), становить нижній ступінь гідровузла, який використовує ресурс із річки Норт-Форк Скокоміш, лівого витоку Скокоміш, котра дренує східну сторону півострова Олімпік та впадає до Худ-Канал (південно-східна частина затоки П'юджет-Саунд, яка пов’язана з Тихим океаном через протоку Хуан-де-Фука).
У межах проекту річку за 14 км від устя (яке в свою чергу знаходиться на такій же відстані від впадіння Скокоміш до Худ-Каналу) перекрили бетонною арково-гравітаційною греблею висотою від тальвегу 53 метри (від підошви фундаменту – 72 метри), довжиною 175 метрів та товщиною від 2 (по гребеню) до 12 (по основі) метрів, яка потребувала 29 тис м3 матеріалу. Вона утримує витягнуте на 3 км водосховище Лейк-Кокані з площею поверхні 0,6 км2 та об’ємом 9 млн м3, в якому припустиме коливання рівня у операційному режимі між позначками 140 та 146 метрів НРМ.
Через тунель довжиною всього 4 км з діаметром 5,2 метра та три напірні водоводи довжиною по 0,4 км з діаметром по 3,7 метра ресурс подається на схід до машинного залу, розташованого на узбережжі Худ-Каналу (щоб потрапити до цієї затоки природним шляхом, вода прямує по руслу Норт-Форк Скокоміш та Скокоміш спершу на південь, а потім на схід та північ). В системі також працює вирівнювальний резервуар висотою 29 метрів та діаметром 20 метрів.
Зал обладнали трьома турбінами типу Френсіс потужністю по 27 МВт, які при напорі 134 метри забезпечують виробництво 233 млн кВт-год електроенергії на рік.
Видача продукції відбувається по ЛЕП, розрахованій на роботу під напругою 115 кВ.